# 리스트뱌즈나야 탄광 화재

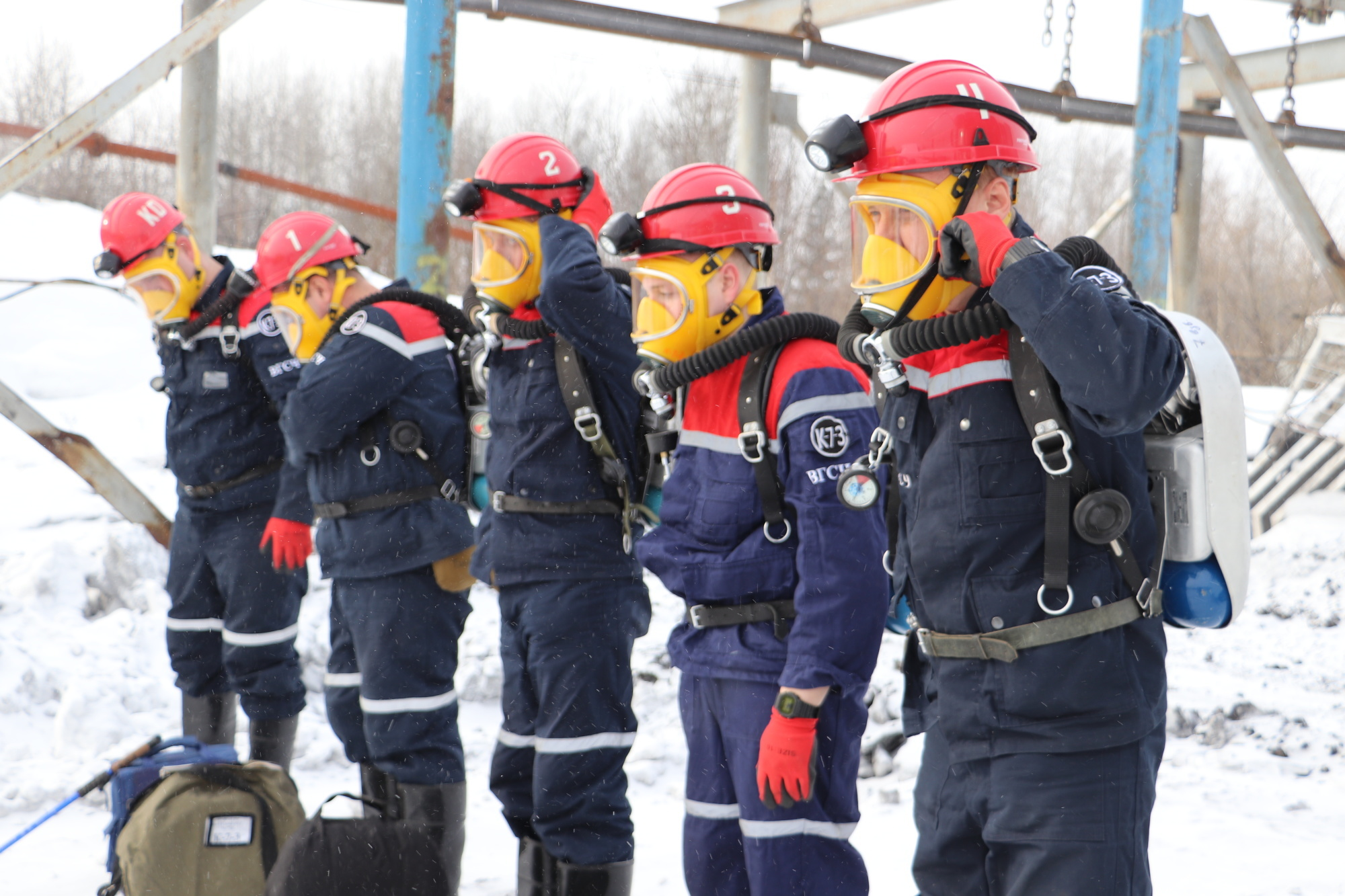
현장에서 탄광 구조 작업에 참여했던 구조대원들

리스트뱌즈나야 탄광 폭발은 2021년 11월 25일, 러시아 케메로보주에 위치한 주식회사 지주회사 시베리아 비즈니스유니언 소유 리스트뱌즈나야(Листвяжная)탄광에서 발생한 인재이다. 이 사고로 51명이 사망하고 76명이 치명적이지 않은 부상을 입었다. 탄광 구조 작업에 참여했던 5명의 구조대원도 사망한 것으로 알려졌다.

## 배경
리스트뱌즈나야 탄광은 러시아 케메로보주 벨롭스키 도시 지구에 위치한 탄광이며, 그라모테이노 마을에 등록되어 있다.
리스트뱌즈나야라는 탄광은 2002년에 인수되었다. 이 탄광은 1956년부터 1972년까지 그라모테인스카야라고 불렸고, 1972년부터 2002년까지는 인스카야라는 이름으로 불렸다.
해당 탄광의 생산 능력은 연간 석탄 520만톤이다. 2020년 수익은 94억 루블, 순이익은 8억 3670만 루블에 달했다. 탄광에는 1,700명이 넘는 직원이 있으며, 2019년 2월부터 세르게이 마하로프가 이사를 맡고 있다. 이 탄광은 시베리아 비즈니스 유니언의 일부인 주식회사 지주회사 시베리아 비즈니스 유니언에 속해있다.
2021년 11월 사고 이전, 탄광에서는 두 차례 큰 사고가 있었다. 1981년 1월 24일, 축적된 표류에서 메테인 폭발이 발생하여 5명이 사망했으며, 2004년 10월 28일, 메탄과 공기 혼합물이 폭발하여 13명 사망하는 사고가 있었다. . 2004년 사고 이후 탄광의 엔지니어링 기술 노동자 9명이 집행유예를 선고받았다. .
2021년에는 리스트뱌즈나야에서 127회에 달하는 검사가 이루어졌다. 로스테흐나조르(Ростехнадзор)는 914건에 달하는 위반 사항을 적발했다. 탄광 작업은 9번 정지되었으며, 벌금 총액은 4백만 루블을 초과했다.

## 사고 흐름

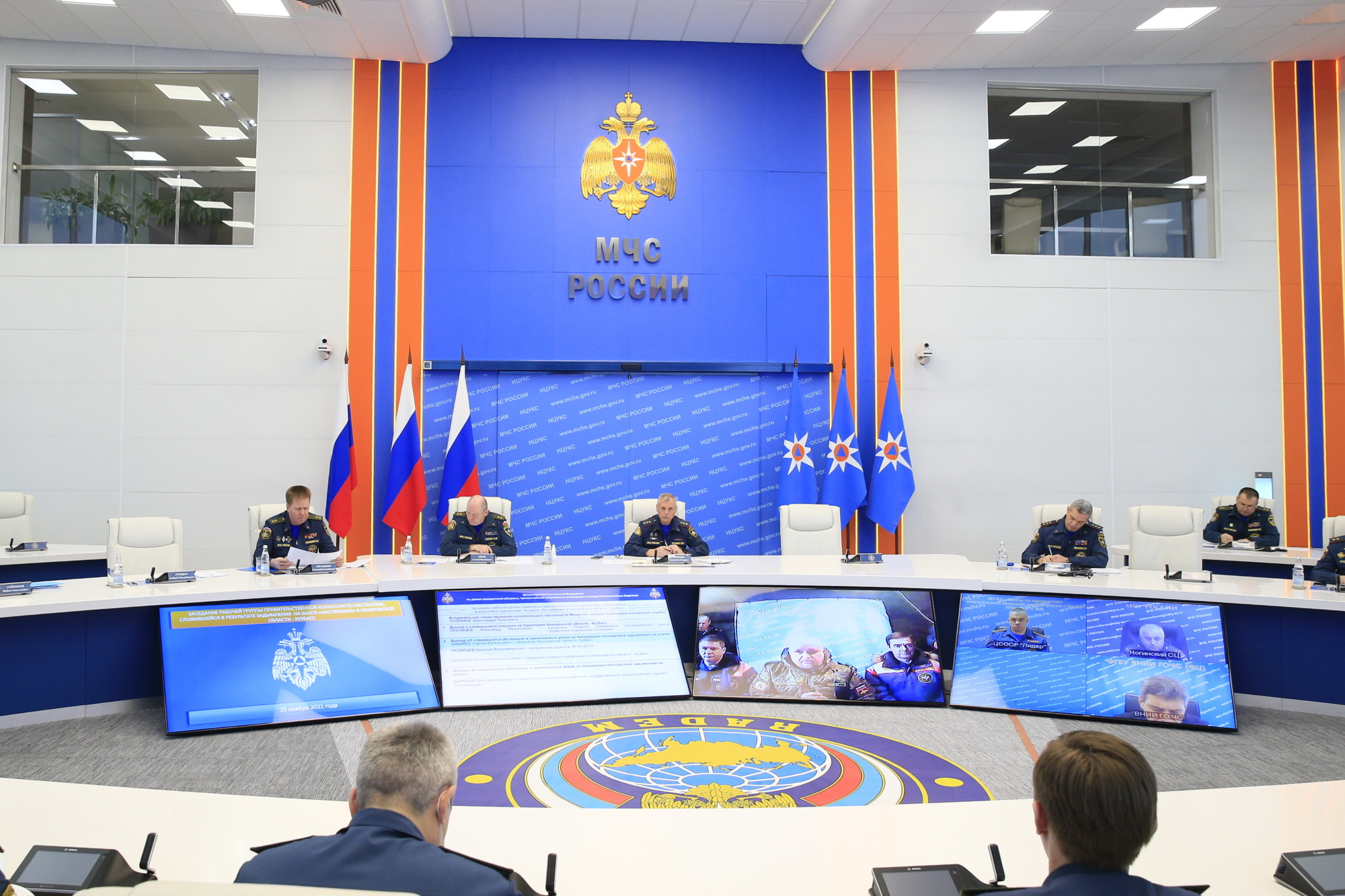
리스트뱌주나아 탄광 사고와 관련한 정부 위원회 실무 그룹 긴급 회의

폭발은 현지 시간 오전 8시 30분에 환기 드리프트 No. 823에서 발생했다. 오전 9시 8분, 러시아 연방 환경ㆍ기술ㆍ원자력 감독청 (로스테흐나조르)의 시베리아 지부는 탄광에서 폭발과 연기가 발생했다는 정보가 담긴 첫 번째 전화를 받았다.
연기는 약 250미터 깊이에서 발생했으며, 환기 장치를 통해 연기가 탄광 전체로 퍼졌다. .
35명의 광부가 실종된 것으로 추정되었으나, 곧 이 광부들이 사망했다는 소식이 발표되었다.

## 구조 작업 및 조사
사고 현장에는 케메로보주지사 세르게이 치빌료프가 이끄는 작전 본부가 꾸려졌다.

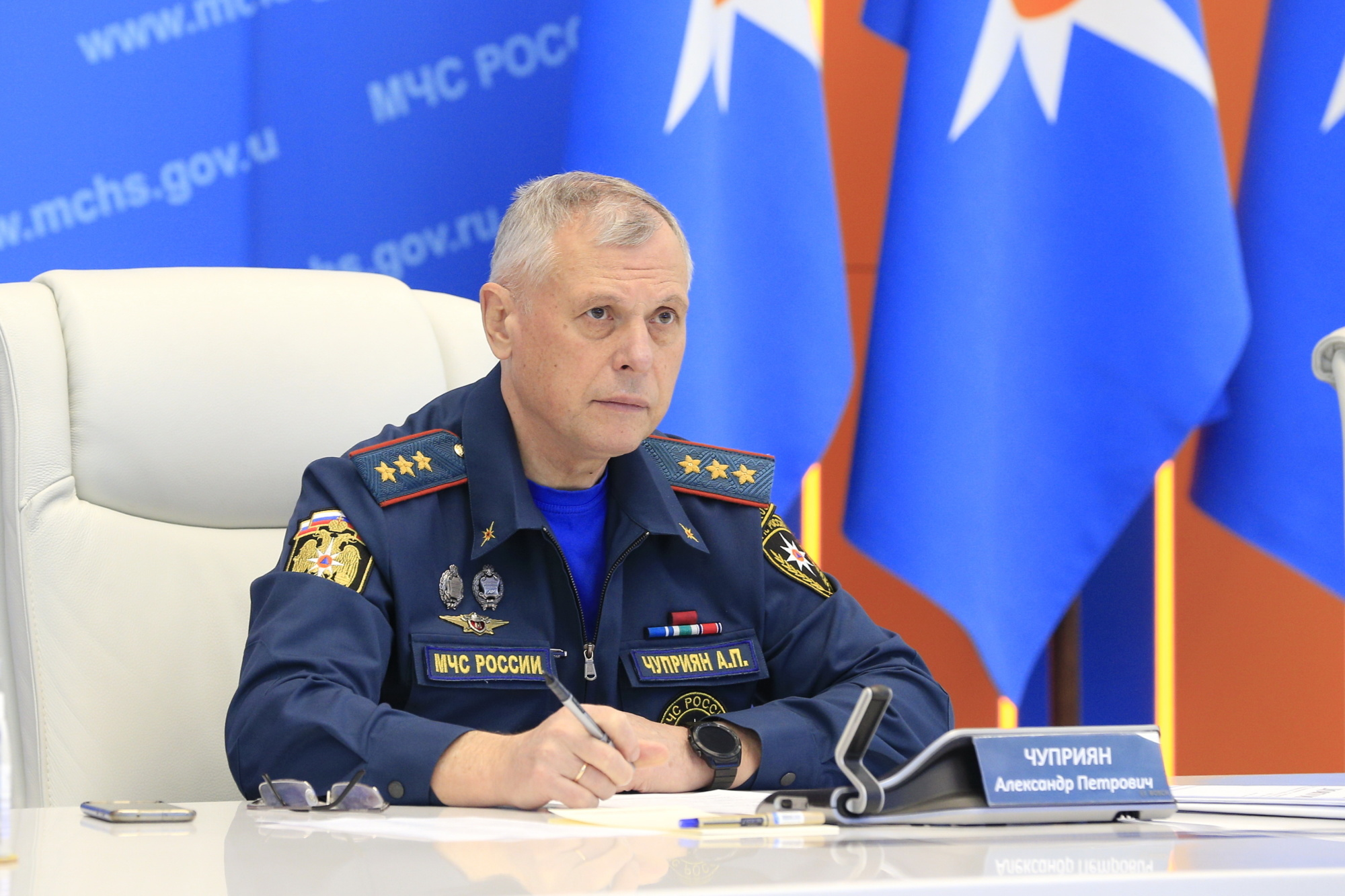
탄광 화재 긴급 회의에서 발언하는 알렉산드르 추프리얀 러시아 연방 비상사태부 장관 대행

올레그 그리드네프 러시아 연방 보건부 차관, 알렉산드르 트렘비츠키 러시아 연방 환경ㆍ기술ㆍ원자력 감독청(로스테흐나조르)장이 현장으로 떠났다. 블라디미르 푸틴 러시아 대통령은 알렉산드르 추프리얀 러시아 비상사태부 장관 권한 대행에게 현장으로 떠나라고 지시했다.
추프리얀이 이끄는 정부위원회 실무 그룹은 긴급 회의를 개최했다.
러시아 연방수사위원회 위원장인 알렉산드르 바스트리킨은 조사에 착수했다고 밝혔다. 알렉산드르 추프리얀은 현장으로 떠났다. 조사에 따르면 사고 원인은 스파크에 따른 메탄과 공기 혼합물의 폭발이었다. 이 사고의 여파로 이사, 제1차장, 현장 관리자가 구금되었다. 이들은 최대 징역 7년에 처할 수 있다.

## 반응
- 사망자 51명과 관련해 쿠즈바스에선 3일간 애도 기간을 선포했다. (11월 26일부터 11월 28일까지)[21][22]
- 리스트뱌즈나야 탄광 경영진은 희생자 가족에게 200만 루블을 지불하기로 결정했다.[23]
- 많은 국가 원수들, 교황 프란치스코를 포함해 러시아와 세계의 여러 지도자들이 비극과 관련하여 애도를 표했다.[24][25][26][27][28]